# Servei Madrileny de Salut
El Servei Madrileny de Salut (SERMAS) és el cos responsable del sistema de serveis de salut pública a la Comunitat de Madrid. El SERMAS va ser creat el 2001, quan les funcions i els serveis proporcionats pel INSALUD a la regió van ser transferits.
El SERMAS és responsable de l'administració i provisió de serveis de cura de salut públics a la Comunitat de Madrid, i també de l'administració i implementació de programes per prevenció de malaltia, promoció de salut i rehabilitació.

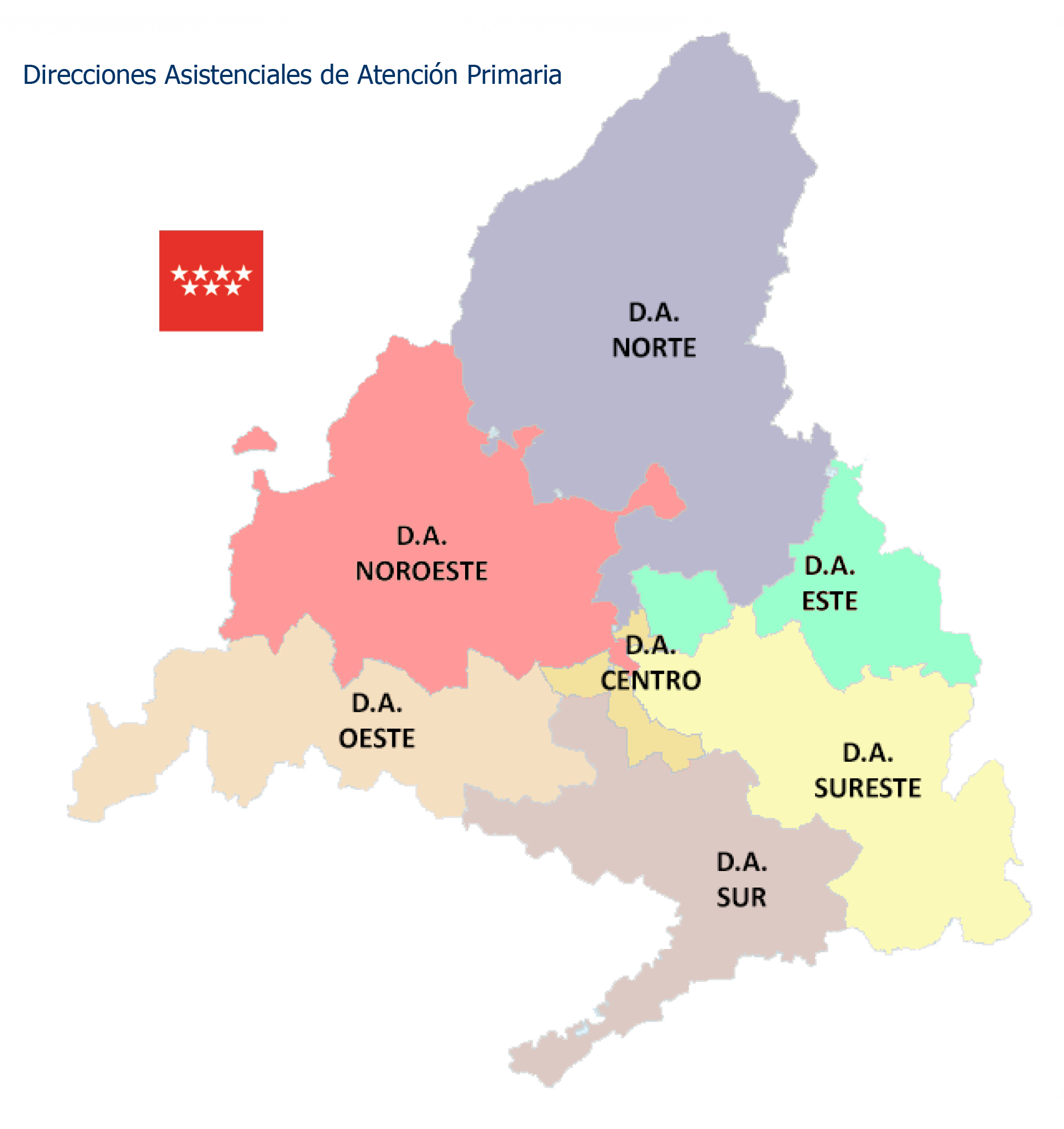
Mapa de les Direccions Assistencials d'Atenció Primària del SERMAS.

## Xarxa d'hospitals
La xarxa d'hospitals del SERMAS inclou els següents centres: Ramón y Cajal, La Paz, 12 d'Octubre, San Carlos, Niño Jesús, Puerta de Hierro, Gómez Ulla, Infanta Elionor, La Princesa, Gregorio Marañón, Santa Cristina, Infanta Sofía, San José y Santa Adela, Rodríguez Lafora, Carlos III, Virgen de la Torre, Henares, Torrejón, Príncep d'Astúries, Fundación Alcorcón, Rey Juan Carlos, Móstoles, Fuenlabrada, Severo Ochoa, Getafe, Infanta Cristina, Infanta Elena, Sureste, Tajo, Virgen de la Poveda, El Escorial, Guadarrama i La Fuenfría.